# Bandeira de Aruba
A bandeira de Aruba é um dos símbolos oficiais de Aruba um território autônomo neerlandês do Caribe. Foi oficialmente adotada em 18 de março de 1976. 18 de março é um feriado nacional em Aruba, conhecido como Dia da Bandeira.

## Descrição
Seu desenho consiste em um retângulo de proporção largura-comprimento de 2:3, com um fundo azul celeste. Próximo à base há duas listas amarelas paralelas na metade de baixo da bandeira, e uma estrela vermelha de quatro pontas com uma borda branca no canto superior esquerdo (lado do alçamento).

## Simbolismo
A cor azul celeste simboliza os céus e águas de azul brilhante encontradas em Aruba. A estrela vermelha de quatro pontas com uma borda branca simboliza a própria ilha.

## Ligação externa
- História detalhada sobre a bandeira, em inglês